# Unione di Centro di Lituania
L'Unione di Centro di Lituania (in lituano: Lietuvos Centro Sąjunga - LCS) è stato un partito politico lituano di orientamento socio-liberale fondato nel 1992.
Nel 2003 ha dato vita, insieme all'Unione dei Liberali di Lituania, ad una nuova formazione politica, l'Unione dei Liberali e di Centro.

## Risultati elettorali
| Elezione          | Voti    | %    | Seggi    |
| ----------------- | ------- | ---- | -------- |
| Parlamentari 1992 | 46.910  | 2,52 | 2 / 141  |
| Parlamentari 1996 | 113.333 | 8,67 | 13 / 141 |
| Parlamentari 2000 | 42.030  | 2,86 | 2 / 141  |

| Controllo di autorità | VIAF (EN) 691154260416724480009 |